# Sự đánh thủng

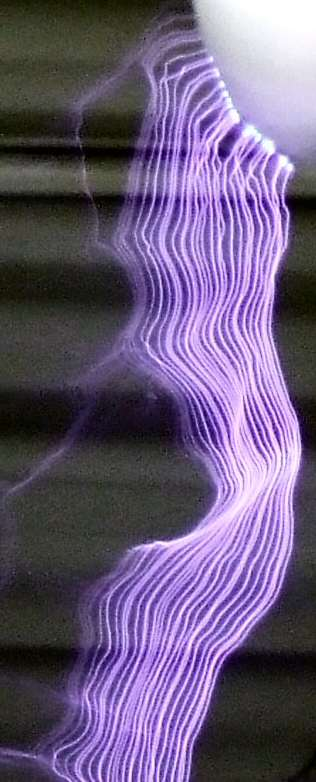
Hình ảnh sự đánh thủng điện trong một phóng điện cho thấy các sợi plasma giống như dải băng từ một cuộn dây Tesla.

Sự đánh thủng hoặc sự đánh thủng điện môi là khi dòng điện chạy qua một chất cách điện khi điện áp đặt trên nó vượt quá điện áp đánh thủng. Điều này dẫn đến việc chất cách điện trở nên dẫn điện. Sự đánh thủng điện có thể là một sự kiện nhất thời (như trong phóng tĩnh điện), hoặc có thể dẫn đến hồ quang liên tục nếu các thiết bị bảo vệ không làm gián đoạn dòng điện trong mạch điện.
Trong điều kiện đủ điện áp, sự đánh thủng điện có thể xảy ra trong chất rắn, chất lỏng, chất khí hoặc chân không. Tuy nhiên, cơ chế của sự đánh thủng cụ thể là khác nhau đối với từng loại môi trường điện môi.

## Cơ chế[1]
Cơ chế đánh thủng khác nhau ở chất rắn, chất lỏng và chất khí. Cơ chế chịu sự ảnh hưởng từ các yếu tố như: vật liệu điện cực, đường cong đặc tính của vật liệu dẫn điện (dẫn đến điện trường tăng cường cục bộ), kích thước của khe hở giữa các điện cực và mật độ của vật liệu trong khe hở.

### Rắn
Trong các vật liệu rắn (chẳng hạn như trong cáp điện), phóng điện cục bộ trong thời gian dài thường xảy ra trước sự đánh thủng, làm suy giảm chất cách điện và kim loại gần khe hở điện áp nhất. Cuối cùng, một dòng các hạt mang điện tràn qua, gây ra hiện tượng phóng điện cục bộ, dẫn dòng điện qua khe hở.

## Lỗi cách điện
Sự đánh thủng điện thường liên quan đến sự đánh thủng của vật liệu cách điện rắn hoặc lỏng được sử dụng bên trong máy biến áp hoặc tụ điện cao áp trong lưới phân phối điện, thường dẫn đến ngắn mạch hoặc cầu chì bị nổ. Sự đánh thủng về điện cũng có thể xảy ra trên các chất cách điện treo trên các đường dây điện trên không, trong các dây cáp điện ngầm hoặc các đường dây dẫn đến các nhánh cây gần đó.
Sự đánh thủng điện môi cũng rất quan trọng trong việc thiết kế các mạch tích hợp và các thiết bị điện tử trạng thái rắn khác. Các lớp cách điện trong các thiết bị như vậy được thiết kế để chịu được điện áp hoạt động bình thường, nhưng điện áp cao hơn như từ tĩnh điện có thể phá hủy các lớp này, khiến một thiết bị trở nên vô dụng. Độ bền điện môi của tụ giới hạn mức năng lượng có thể được lưu trữ và điện áp làm việc an toàn cho thiết bị.